# 이탈리아 민중당 (1919년)

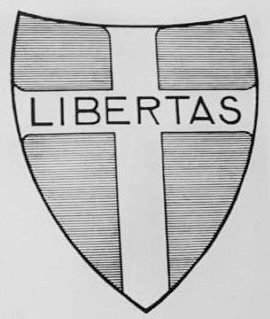

이탈리아 민중당(Partito Populare Italiano, PPI)은 이탈리아의 로마 가톨릭교회 소속 성직자인 스트루초와 알치데 데 가스페리가 1919년 가톨릭 액션 등을 통해 설립한 정당이다.
당의 이데올로기적 원천은 주로 가톨릭 사회교육《Catholic social teaching》, 19 세기부터 개발된 기독교 민주주의 교리 (로마로 무리 와 루이지 스투르초의 정치적 사상)에서 발견되었다. 교황 레오13 세의 교황 회칙 , 레룸 노바룸 《Rerum novarum (1891)》은 이들의 사회적, 정치적 교리의 기초를 제공했다. 이들은 파시스트와는 민족주의만 빼면 성격이 거의 다르지 않았다. 이들은 1919년 총선거에서 100의석을 가진 의회 제2당이 되지만 무솔리니의 독재의 길을 열어주는 아체르보 법(Legge Acerbo)에 찬성 몰표를 던졌고 1926년 해체되었다. 당이 해체된 후 당원들은 무솔리니 지지파와 반대파로 나뉘었다.

## 선거 결과
| 이탈리아 하원 |                |        |           |     |                    |
| 년도          | 득표수         | 득표율 | 의석 수   | +/– | 대표               |
| 1919          | 1,167,354 (#2) | 20.5   | 100 / 508 | –   | 루이지 스투르초    |
| 1921          | 1,347,305 (#2) | 20.4   | 108 / 535 | 8   | 루이지 스투르초    |
| 1924          | 645,789 (#2)   | 9.0    | 39 / 535  | 69  | 알치데 데 가스페리 |